# پژوورنو
پژوورنو (به لهستانی:  Przeworno) یک روستا در لهستان است که در گمینا پژوورنو واقع شده‌است. پژوورنو ۱٬۲۵۹ نفر جمعیت دارد.